# Esilio repubblicano spagnolo in Messico

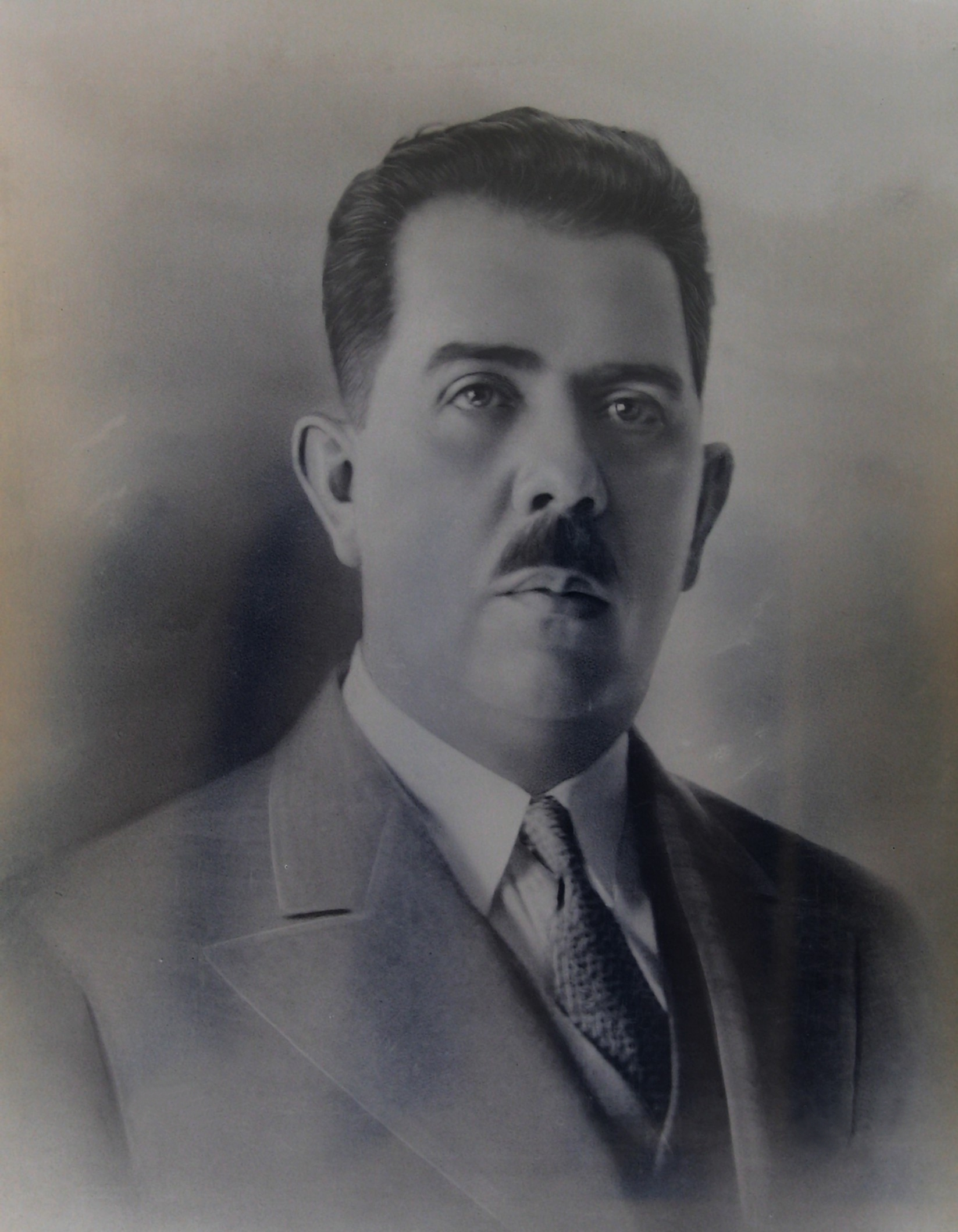
Il presidente messicano Lázaro Cárdenas era favorevole all'accoglienza degli esuli spagnoli.

L'esilio repubblicano spagnolo in Messico riguardò tutti i cittadini spagnoli che subito dopo la fine della guerra civile nel 1939 lasciarono il Paese per rifugiarsi nella Nazione americana, disposta ad accoglierli per motivi ideologici e, non da meno, linguistici. Erano in maggioranza veterani dell'Esercito popolare repubblicano o di altre fazioni di sinistra e quindi oppositori al nuovo regime instaurato da Francisco Franco. Si definisce "repubblicano" perché i rifugiati avevano servito la Seconda Repubblica spagnola e la consideravano l'unica autorità legittima della Spagna.
Gli storici stimano che il Messico ospitò dai 20 000 ai 25 000 rifugiati spagnoli tra il 1939 e il 1942, gran parte durante il governo del presidente Lázaro Cárdenas del Río. Di questi rifugiati, si stima che l'immigrazione "intellettuale" o "d'élite" fosse costituita da circa il 25% del totale (circa 5 500). La maggior parte però di quelli che arrivarono erano "lavoratori competenti e contadini", ma anche soldati, marinai e aviatori, statisti, economisti e uomini d'affari tutti legati al governo repubblicano sconfitto nella guerra.
Gli arrivi furono organizzati da Ignacio García Téllez, rappresentante del presidente Cárdenas. Fu lui ad accogliere l'arrivo della prima nave, il piroscafo francese Sinaia al porto di Veracruz, il 13 giugno 1939.
I rifugiati contribuirono a creare la "Casa de España en México", ora chiamata El Colegio de México, e il Fondo de Cultura Económica. A seguito del grande afflusso aumentò il numero di professori presso l'Università Nazionale Autonoma del Messico (UNAM) e l'Istituto politecnico nazionale (IPN). Tra i molti altri contributi degli scienziati profughi spagnoli, la creazione della rivista Ciencia, fondata da Ignacio Bolívar y Urrutia.

## Nomi principali
Tra gli esiliati più illustri ci furono:
- Carlos Bosch García (1919-1994); storico e accademico, ottenne la nazionalità messicana.
- Óscar de Buen; ingegnere
- Francisco Giral González (1911-2002); chimico, ottenne la nazionalità messicana.
- Eduardo Nicol (1907-1990); filosofo e borsista, ottenne la nazionalità messicana.
- Juan Antonio Ortega y Medina (1913-1992); storico, accademico e magistrato, ottenne la nazionalità messicana.
- Wenceslao Roces (1897-1992); giurista, politico e letterato, tornò in Spagna nel 1977.
- Adolfo Sánchez Vázquez (1915-2011); filosofo e scrittore, ottenne la nazionalità messicana.
- José Gaos (1900-1969); filosofo, ottenne la nazionalità messicana nel 1941.